# Venator
Venator Hogg, 1900 è un genere di ragni appartenente alla famiglia Lycosidae.

## Distribuzione
Le tre specie sono state rinvenute in Australia: la specie dall'areale più vasto è la V. spenceri, reperita nel Queensland, in Australia meridionale, nel Nuovo Galles del Sud e nello stato di Victoria.

## Tassonomia
Questo genere non è sinonimo anteriore di Venatrix Roewer, 1960 a seguito di un lavoro di Framenau e Vink del 2001, contra precedenti considerazioni di McKay presenti in un lavoro di Davies del 1985.
Non sono stati esaminati esemplari di questo genere dal 2015.
Attualmente, a dicembre 2021, si compone di 3 specie:
- Venator immansuetus (Simon, 1909) — Australia (Australia occidentale)
- Venator marginatus Hogg, 1900 — Australia (Nuovo Galles del Sud, Victoria)
- Venator spenceri Hogg, 1900[2] — Australia (Queensland, Nuovo Galles del Sud, Australia meridionale e Victoria)

### Specie trasferite
- Venator fuscus Hogg, 1900; trasferita al genere Venatrix Roewer, 1960 con la denominazione Venatrix fusca, poi sinonimizzata con Venatrix funesta C.L. Koch, 1847 a seguito di un lavoro degli aracnologi Framenau e Vink del 2001[1].